# Tagensvej
Tagensvej er en vej i København, der går fra Blegdamsvej ved Rigshospitalet, gennem Nørrebro og op til Bispebjerg i Nordvestkvarteret, hvor den efter krydset ved Tuborgvej slutter ved Frederiksborgvej, ved Bispebjerg Kirkegård. Vejen er 3,4 km lang. På stykket mellem Blegdamsvej og Nørre Allé udgør Tagensvej grænsen mellem Nørrebro og Østerbro. Den er spøgefuldt blevet kaldt "livets vej" fordi den starter ved Rigshospitalet og ender ved Bispebjerg Kirkegård.
Tagensvej er en af Københavns mest trafikerede veje, og krydses blandt andet af Jagtvej. Blandt lokaliteterne på Tagensvej er Rigshospitalet, Panuminstituttet, Kollegiegården, Rigshospitalets Kollegium og Bispebjerg Station.

## Historie
Gaden er navngivet efter ejendommen Tagenshus, der lå ved vejens nordside umiddelbart før Rådmandsgade. Det var opført 1631 som bolig for vangemanden, der havde opsyn med Borgmestervangen og Rådmandsmarken, jorder på Nørrebro, hvis overskud gik til supplement af borgmestres og rådmænds løn. Huset skal have fået navn efter en senere vangemand Tage Nielsen, der døde i 1710.
På stedet, hvor huset blev bygget, var allerede 1616 blevet rejst den såkaldte fuglestang, der blev benyttet til afretning af kongelige jagtfalke. 1694 blev der indrettet skydebaner, hvor borgerne kunne skyde om kap, og masten blev siden også kaldt papegøjestangen. Herfra kommer udtrykket ”at skyde papegøjen”.
Tagensvej var frem til 1899 kun et stykke vej, der gik mellem Jagtvej og Lersøen. Først i 1899 gav militæret tilladelse til at vejen kunne fortsættes ind over fælleden. Hele området fik dermed en langt tættere forbindelse til byen.
Tagensvej blev først ført igennem til Fredensgade 1899, fordi der var opstået en strid mellem kommunen og militæret om brugsretten til fælleden. En sporvejslinje var dog allerede 1887 etableret ud til Tagensvej, men den gik over åbent land uden gadeanlæg mellem Blegdamsvej og Jagtvej. Det var fabrikant Sophus Hauberg, en af stifterne af den fabrik, der siden blev til Titan A/S, som havde bekostet nyopførelsen af Fredensbro for at få en hestesporvogn ud til fabrikken af hensyn til sine mange arbejdere inde fra byen.
I 1880´erne var området nord for Jagtvej stadig præget af spredt bebyggelse og gartnerier, men anlæggelsen af Titanfabrikken i 1890´erne vidner om at storbyen nærmede sig, og at området da ikke længere blev betragtet som så fjernt fra byen. Haraldsgadekvarteret blev udbygget i den første halvdel af 1900-tallet med en blanding af små og store produktionsanlæg samt arbejderboliger. Således var området først fuldt udbygget omkring 1950. Industrien koncentrerede sig til områderne omkring Titanfabrikken på Tagensvej og banelegemet langs Rovsingsgade. Fabrikken Titan lukkede i 1966.
I 1899 gav militæret tilladelse til at fortsætte Tagensvej ind over fælleden, hvilket gav bydelen en direkte forbindelse til byen. Dette blev startskuddet til områdets videreudvikling mod et blandet industri- og boligområde. Tagensvej blev i 1903 ført hele vejen igennem til Frederiksborgvej.
Krydset Jagtvej/Tagensvej ligger faktisk helt oppe i 18 meter over havet. Resten af Nørrebro har en højde på ca. 8-12 m. o. h. Det mærkes på Tagensvej at vejen falder ret markant fra området omkring Haraldsgade til viadukten over Ringbanen.

## Bemærkelsesværdige huse
Fabrikken Colon huser nu en afdeling af SKAT.
- Nr. 15: Kollegiet Studentergården. Fra 1923 af Martin Borch.

- Nr. 14: Tidligere Arvebiologisk Institut, opført 1938 ved Einar Andersen.

- Nr. 16: Carlsbergfondets Biologiske Institut

- Nr. 18-20: Københavns Militærhospital, nu en del af Rigshospitalet. Opført 1918-1928 af Gunnar Laage. På den nye Ole Maaløes Vej ligger nu BRIC – Biotech Research and Innovation Centre.

- Nr. 33: Husede længe Centralkontoret for Hjemløse Mænd.

- Nr. 52B: Kollegiegården (indviet 1961).

- Der er en lille port ind til numrene 65 A-H, kig op i porten og se et helt specielt ’stjerneloft’, hvor stjernerne i virkeligheden bare er de stifter der holder den lyddæmpende isolering oppe. Men pæn løsning på et lavpraktisk problem. Gården er stor og sammensat, omkranset af huse fra 1890’erne, 1930’erne, 1990’erne, men løst anderledes spændende end andre sanerede gårde i området. Der er en legeplads, et par lave værkstedsbygninger (den ene lavet om til bolig, den anden er ikke nået så langt og har fx en dør uden trappe til på anden sal), parkeringspladser og ’Hectorgården’, en flot 5 etagers bygning i røde mursten og hvor der er leget med de mønstermuligheder gule mursten giver.

- På bygningen Tagensvej 68 er der et meget fint og gammelt, men temmelig blegnet, gavlmaleri: En reklame for ”Salicath Express Co A/S”.

- IRMA (nr. 70) har til huse i et lidt specielt byggeri fra 1990’erne, det er beton med skalmur i gule og røde mursten. De yderste, øverste vinduer er fx afrundede i siden, omtrent som på gamle færger.

- Nr. 79, rød murstensbygning fra 1890-1900 og med hvid pudset underetage. Altså ganske almindeligt på brokvartererne, men! Se de buede vinduer i trappeopgangen, der afsluttes med en buet fronton med mønstre i gule mursten og tilmed en tredelt portal, der ligner noget fra en romansk kirke.

- Tagensvej 83 og 85 er Holger Petersens gamle arbejderboliger, som er fredet. To lange lave karréer. De kaldes ”Frikadellely”, se dette.

- Nr. 85, Holger Petersens Tekstilfabrik, hvor der blev produceret pyntebånd og andre tekstilvarer. Temmelig driftig person der også havde tid til at bygge arbejderboliger og stifte ”FUHU”, Foreningen til Unge Handelsmænds Uddannelse.

- Tagensvej 108-114 er et borgbyggeri fra 1903 med to buede tårne med kobbertag og pyntelig krenelering, ”skydeskår”, som man kender det fra middelalderlige borge (siden 1962 har bygningen indgået i Andelsboligforeningen ”Heimdalshus”, der dækker de lige numre på Tagensvej 102-114). Lige overfor ligger ”Ny Heimdalshus Det sociale Boligskabs 'Hjem'”. Det er fra 1990’erne og noget mere afdæmpet, betonfacaden er skiftevis grå og okker, men ud til Tagensvej er der en bue over døre og vinduer. Der er også en lille plads med bænke, skraldespande, en bautasten og nogle stynede platantræer.

- Nr. 135 hvor der fra 1924-1980 har ligget Dansk Bølgepap Industri.

- Titan: Erhvervsmanden S.C. Hauberg indgik i 1897 en fusion med flere andre smedevirksomheder. Foretagendet fik navnet Titan. Haubergs maskinfabrik lå på Tagensvej. Det var ham det egenhændigt fik ordnet det således at der kom en sporvognslinje ud ad Tagensvej, som kunne fragte hans folk på arbejde fra det indre Nørrebro til helt herude på landet i 1880’erne. Denne linje har haft kolossal betydning for udviklingen af netop denne del af kvarteret. Beskæftigede ca. 1900 personer i 1959.

Titan lavede dynamoer, kraner, lodsningsanlæg, elevatorer til Danmark og udlandet, og var en af landets største industrivirksomheder.